# Degenerazione idropica
La degenerazione idropica è un processo patologico dovuto all'accumulo di acqua all'interno della cellula. Tale processo è dovuto a un danneggiamento e conseguente difetto delle pompe Na/K, che porta a un eccessivo accumulo di ioni sodio nel citoplasma, dovendo la pompa Na/K pompare il sodio fuori e il potassio all'interno del citosol. Questo comporta, a causa di fenomeni osmotici, un massivo ingresso di acqua all'interno della cellula che può portare alla sua successiva lisi.